# Heilig-Geist-Kapelle (Rukla)

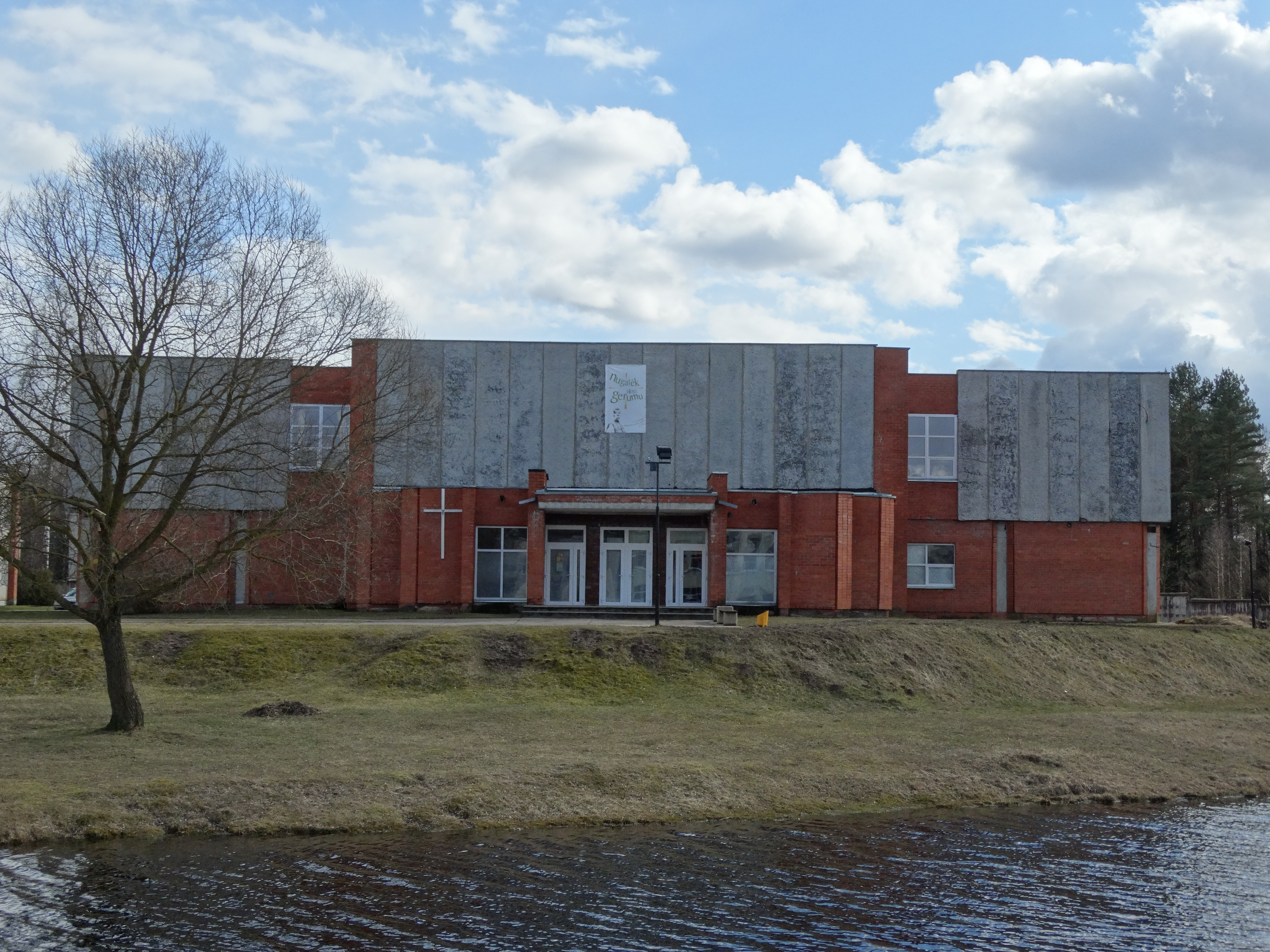
Kapelle Rukla

Die Kapelle Rukla ist eine Kapelle im litauischen Städtchen Rukla in der Rajongemeinde Jonava (Bezirk Kaunas). Sie gehört der Pfarrgemeinde Rukla, Dekanat Jonava, Erzbistum Kaunas, und wird von einem Pfarrer betreut. Die Heilige Messe findet in der Kapelle zweimal pro Woche (sonntags und donnerstags). Daneben gibt es auch den Exorzismus-Gottesdienst. Die Kirmes finden zweimal pro Jahr (am 29. Juni und am 29. September) statt. Das Kapellengebäude ist das ehemalige Kulturhaus Rukla, gebaut in Sowjetlitauen.